# Mormântul lui George Călinescu
Mormântul lui George Călinescu se află în Cimitirul Șerban Vodă - Bellu din București, la figura 9 (Scriitori). Criticul George Călinescu este înmormântat între Zaharia Stancu și George Coșbuc.
Mormântul este înscris în Lista monumentelor istorice 2010 din Municipiul București (cod LMI B-IV-m-A-20118.017.